# Branchiophryxus koehleri
Branchiophryxus koehleri is een pissebed uit de familie Dajidae. De wetenschappelijke naam van de soort is voor het eerst geldig gepubliceerd in 1931 door Nierstrasz & Brender a Brandis.